# Kölcsey Kör
Kölcsey Kör 1892-ben alakult Szatmárnémetiben; az első  világháború folyamán megszakadt tevékenységét egy 1925-ben engedélyezett új alapszabály alapján folytatta.

## Története
Gazdag könyvtára az 1920-as évek elejétől a Református Főgimnázium könyvtártermében lelt otthonra, ott őrizték a Kölcsey-relikviákat is, melyek később a helyi múzeumba kerültek. Az 1930-as években rendszeresen tartottak irodalmi esteket, ismeretterjesztő előadásokat.
1942-ben a református templom mellett újra felállították névadójuk annak idején a román hatóságok által eltávolított és megcsonkított – mementóként fej nélkül hagyott – mellszobrát. Ezt a szobrot azonban a román kommunista rendszer sem tűrte meg. 
1957-ben a Szatmári Állami Magyar Színház művészeinek közreműködésével irodalmi estet rendeztek a költő emlékére. Ugyanebben az évben a fennállásának 400 éves jubileumát ünneplő 3. számú magyar középiskola Kölcsey Ferenc nevét vette fel, s ezt az 1961-es átszervezésig meg is tartotta. Később a költő nevét az egyesület és az iskola helyett három évtizeden át csak a líceum irodalmi köre őrizte.
1990-ben a Kölcsey Kör újjáalakult Ligeti László tanár vezetése alatt. Kezdeményezésére leplezték le 1991. augusztus 25-én az új Kölcsey-szobrot, Lakatos Pál szobrászművész alkotását. A magyar elméleti líceum ekkor s 1991 őszétől hivatalosan is újra felvette a Kölcsey Ferenc nevet.